# Henry Bessemer

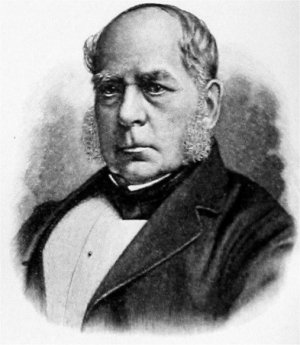
Henry Bessemer (1813-1898)

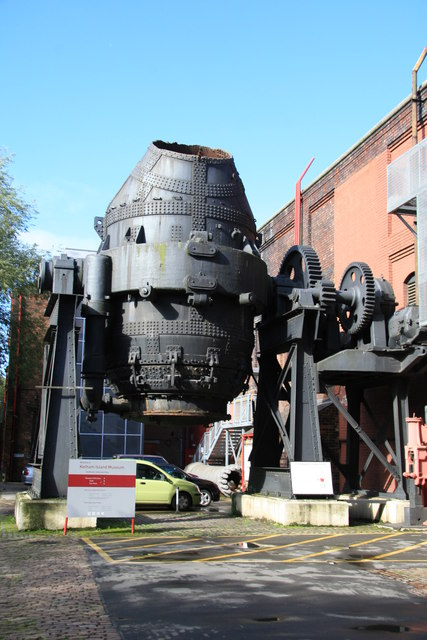
Bessemer converter

Sir Henry Bessemer (Charlton nabij Hitchin in Hertfordshire, 19 januari, 1813 – Denmark Hill, Londen, 15 maart, 1898), was een Engels ingenieur en uitvinder. De naam Bessemer is nauw gerelateerd aan het Bessemerprocedé uit 1856 voor vervaardiging van staal. 

## Jeugd
Hij werd op 19 januari 1813 geboren in Charlton, bij Hitchin in Hertfordshire. Hij was de enige zoon van Anthony Bessemer en Elizabeth. Zijn vader was actief in de ijzerbereiding en Henry toonde interesse in mechanische processen. In 1830 verhuisde het familiebedrijf naar Londen. In 1834 huwde hij Anne Allen en samen kregen ze een dochter en twee zoons.

## Het Bessemerprocedé
Hij was zijn hele leven een fervent uitvinder, maar zijn naam is hoofdzakelijk bekend in relatie met het Bessemer-proces voor de fabricage van staal. In 1856 had hij een werkzame converter om staal te maken van ruwijzer. Op 11 augustus 1856 publiceerde hij een studie met de titel "On the Manufacture of Iron and Steel without Fuel", en drie dagen later nam The Times het artikel over in de krant. Diverse bedrijven kochten het recht om gebruik te maken van zijn uitvinding. Hoewel dit proces tegenwoordig niet meer wordt toegepast, was het toen een enorme industriële omwenteling vanwege de substantiële verlaging van de kosten van de staalproductie, die leidde tot een omvangrijke uitbreiding van toepassingen van staal. Het probleem van staalfabricage trok vooral de aandacht van Bessemer tijdens zijn pogingen om de constructie van geweren te verbeteren. 
Natuurlijk konden patenten van zulk een onmiskenbare waarde niet aan de storm der kritiek ontkomen en de geldigheid werd vaak op verschillende gronden aangevochten. Maar Bessemer was rijk genoeg om ze, zonder een beroep te doen op wetgeving, intact te houden. Om zijn eigen patent te beschermen vond hij het raadzaam om de rechten van een patent te kopen terwijl hij in een ander geval de geldigheid van het patent in 1859 verliep en hier geen kosten aan waren verbonden.
In het begin had Bessemer grote problemen bij het vervaardigen van staal volgens zijn proces; in zijn eerste licenties om staal in de handel te brengen was slechts sprake van ijzer en nog niet van staal. Experimenten, gedaan met South Wales ijzer, mislukten omdat het product niet voldoende plooibaar was; een Zweedse staalmeester, Göransson genaamd, die ruwijzer gebruikte uit zijn eigen land, was de eerste die staal maakte middels het Bessemer-proces, maar ook hij was pas succesvol na vele pogingen. Zijn resultaten brachten Bessemer ertoe om het ruwijzer uit Cumberland in Engeland te gebruiken, maar zelfs hiermee had hij geen succes totdat Robert Mushet het Bessemer-proces verbeterde door de toevoeging van een bepaalde hoeveelheid spiegeleisen, een combinatie van ijzer, koolstof en mangaan, hetgeen het gewenste effect had. 

## Andere uitvindingen
Het aantal uitvindingen dat op naam staat van Bessemer is legio. In totaal was hij in het bezit van 117 patenten.
De uitvinding waarmee hij voor het eerst fortuin maakte was een machine voor het maken van fijn bronspoeder dat werd gebruikt als een goudverf. Het werd met de grootste geheimhouding behandeld, met slechts enkele betrouwbare medewerkers en directe familieleden die de machine mochten bedienen. Het geld dat hij hiermee verdiende stelde hem in staat om zijn andere uitvindingen te doen.
Andere uitvindingen waren beweegbare matrijzen voor reliëfstempels, machines voor suikerproductie en een schip dat passagiers moest behoeden voor zeeziekte. Dit laatste had een salonzaal die bij iedere beweging van de golven in dezelfde stand bleef. Echter doordat het schip zo zwaar en robuust was, bleek het zo goed als onbestuurbaar. Dit laatste gegeven deed zich voor toen het schip tijdens haar eerste overtocht naar Calais vol de pier raakte en deze dusdanig beschadigde dat investeerders meteen al het vertrouwen in het project opzegden, wat tot gevolg had dat deze eerste reis ook ineens de laatste reis van het schip was.
Bessemer verkreeg in 1857 ook een patent voor het gieten van metaal tussen tegengesteld draaiende rollen, een voorloper van het tegenwoordige continu-gietproces en opmerkelijk genoeg werd Bessemers originele idee geïmplementeerd in het direct doorlopend gieten van stalen platen. Verder patenteerde, onder nummer 12.101, hij op 22 maart 1848 een methode voor het maken van stroken vlakglas waarbij het vloeibare glas tussen rollers afkoelde tot het vast werd, maar dit was geen commercieel succes.
Bessemers werd rijk van zijn uitvindingen. Op 12 juni 1879 benoemde de Royal Society hem tot lid van het genootschap en werd hij geridderd.
Bessemer overleed in maart 1898 in Denmark Hill, Londen.
- Bibsys: 90179929
- Bibliothèque nationale de France: cb13746612q (data)
- CiNii: DA04525491
- Gemeinsame Normdatei: 118510231
- International Standard Name Identifier: 0000 0000 8204 0954
- Library of Congress Control Number: n88258882
- Bibliotheek van het Japanse parlement: 00620363
- Nationale Bibliotheek van Tsjechië: mzk2005269639
- Nationale Bibliotheek van Israël: 987007278591705171
- Nationale Bibliotheek van Polen: a0000003138981
- Nederlandse Thesaurus van Auteursnamen: 098865595
- SNAC: w60c6w5w
- Système universitaire de documentation: 083762264
- Semantic Scholar: 40704865
- Virtual International Authority File: 18013161
- WorldCat: E39PBJwRTyjwXChGcBfgfVyw4q